# أديب بركات
أديب بركات (6 يونيو 1982 بسوريا - ) هو لاعب كرة قدم سوري في مركز الدفاع. شارك مع منتخب سوريا لكرة القدم. أما مع النوادي، فقد لعب مع نادي الطليعة ونادي الكرخ ونادي النجف ونادي الوثبة ونادي تشرين ونادي بوشر ‏.

## روابط خارجية
- أديب بركات على موقع ناشيونال فوتبول تيمز (الإنجليزية)